# 平奇穆羅山
13°34′52″S 71°27′20″W / 13.58111°S 71.45556°W
平奇穆羅山（Pinchimuru），是秘魯的山峰，位於該國南部庫斯科大區，由基斯皮坎奇省的卡爾瓦約區負責管轄，屬於安地斯山脈的一部分，海拔高度4,098米。